# Waller (Texas)
Waller é uma cidade localizada no estado norte-americano do Texas, no Condado de Harris e Condado de Waller.

## Demografia
Segundo o censo norte-americano de 2000, a sua população era de 2092 habitantes.
Em 2006, foi estimada uma população de 2045, um decréscimo de 47 (-2.2%).

## Geografia
De acordo com o United States Census Bureau tem uma área de 3,9 km², dos quais 3,9 km² cobertos por terra e 0,0 km² cobertos por água. Waller localiza-se a aproximadamente 82 m acima do nível do mar.

## Localidades na vizinhança
O diagrama seguinte representa as localidades num raio de 24 km ao redor de Waller.